# Monte Cristo (film 1922)
Monte Cristo è un film muto del 1922 diretto da Emmett J. Flynn. È conosciuto anche con il titolo The Count of Monte Cristo.

## Trama
Il giovane Dantes, un marinaio francese, viene arrestato e confinato in una lontana prigione, accusato falsamente di tradimento da Danglars, Fernand e De Villefort. Lì, Dantes trascorrerà vent'anni chiuso nella sua cella. Ciò che lo salva è il conoscere l'abate Faria, un altro prigioniero di cui diventa amico e discepolo. Quando Faria muore, Dantes riesce a fuggire sostituendosi al corpo del morto e, chiuso in un sacco, viene gettato in mare. Dantes, finalmente libero, recupera un grande tesoro nascosto nell'isola di Montecristo utilizzando la mappa che gli aveva dato Faria. Quella fortuna gli fornisce i mezzi per vendicarsi dei suoi nemici, riconquistando l'amata Mercedes.

## Produzione
Il film fu prodotto dalla Fox Film Corporation.

## Distribuzione
Distribuita dalla Fox Film Corporation, la pellicola fu presentata da William Fox in prima a Boston il 1º aprile 1922. Uscì poi nelle sale cinematografiche statunitensi il 3 settembre 1922.

### Conservazione
Ne esiste ancora una copia incompleta (35 mm nitrato positivo, con didascalie in ceco). Dalla copia è stato tratto un riversamento in DVD, distribuito il 14 luglio 2009 dalla Flicker Alley.